# Anticatolicismo en la Unión Soviética
El anticatolicismo en la Unión Soviética, incluyendo las campañas soviéticas anticatólicas, se refiere a los esfuerzos concertados de la Unión soviética por difamar, socavar y, en última instancia, hacer decrecer el papel de la Iglesia Católica en Europa.

## Historia
Antes de la Revolución rusa de 1917, Rusia tuvo una larga tradición anticatólica que data desde tiempos de Iván el Terrible en el siglo XVI y aún antes. A los ojos de algunos líderes rusos, el catolicismo estaba intrínsecamente ligado con el Oeste y, por tanto, los intentos de la Santa Sede de tener acogida en Rusia significaban un intento del Oeste de expandir su cultura en ese territorio.
Particularmente durante y después del reinado de Pedro el Grande, el catolicismo vio mucho crecimiento en Rusia. La nobleza rusa quería estar más "occidentalizada" y, a sus ojos, Rusia era un estado "atrasado". Así, ser católico era abrazar la cultura e innovación occidentales. Para el momento de la Revolución de 1917 había dos diócesis católicas de rito latino, un exarcado católico de rito oriental y 331 parroquias en territorio ruso.
Una método confirmado por el cual los soviéticos intentaron ganar influencia y control sobre la Iglesia católica fue el de la infiltración. Por ejemplo, algunos autores establecen que los soviéticos intentaron eliminar la subordinación de las iglesias locales a la Santa Sede. Cuando no se trataba de destruir la Iglesia en un país en particular, se hizo un esfuerzo para crear iglesias "nacionales". Estas iglesias serían autónomas y mantendrían los símbolos externos de la liturgia y práctica original pero tendrían clérigos que sean o bien agentes del estado o, por lo menos, obedientes al mismo. Los soviéticos enviaron agentes leales para estudiar en los seminarios con el fin de que éstos aprendan cómo realizar la liturgia y luego pudieran instalarlos a ellos en lugar del clero ordenado válidamente.
Un autor describió la visión estalinista de la Iglesia Católica de esta manera: 
"La lucha contra la religión organizada continuó; fue especialmente vicioso en lo que respecta al catolicismo romano, porque tenía vínculos más allá de los límites de la esfera soviética. Numerosos miembros de la jerarquía católica fueron arrestados y juzgados, incluido el cardenal Mindszenty en Hungría y el arzobispo Beran en Checoslovaquia. La persecución religiosa sobrevivió incluso a la desaparición de Stalin; el primado de Polonia, cardenal Stefan Wyszynski, fue arrestado en septiembre de 1953."
Así, el intento fue eliminar cualquier vínculo "extranjero" de la Iglesia. En Rumanía, en 1949, todos los obispos y sacerdotes católicos fueron arrestados dentro del país y las congregaciones fueron disueltas. En Ucrania, en lugar de someter completamente a la Iglesia, Stalin llevó a cabo una integración forzada de la Iglesia greco-católica ucraniana con la Iglesia ortodoxa rusa, así a pesar de una política oficial de ateísmo estatal, se hizo un intento de usar la religión para controlar la población.

## Propaganda
Algunos ejemplos de propaganda específicamente anticatólica después de 1917 incluyen frecuentemente tonos antioccidente o antiimperialismo. Un ejemplo del primero: una representación del Imperialismo empujando a un sacerdote católico quien remodela completamente el paisaje de una colonia/tribu. Llevando paquetes que dicen "droga religiosa" (en un recipiente rojo) y "gas asfixiante"(en un recipiente azul). Esta obra de propaganda titulada "imperialismo y religión" tiene el siguiente mensaje: "Los papas y misioneros están abriendo el camino para el capitalismo y la opresión imperial en las colonias con la ayuda de la venenosa droga de la religión". Fue una práctica común en la propaganda soviética conectar al catolicismo con el capitalismo y el imperialismo. Por ejemplo, Gheorghe Gheorghiu-Dej, secretario general del Partido Comunista Rumano, en una reunión de la Gran Asamblea Nacional Rumana en 1948 retrató a la Santa Sede como liderando un rebaño al "becerro de oro" de Estados Unidos en una referencia a la ambición, codicia y libertinaje de ésta.
Durante la Segunda Guerra Mundial, los soviéticos ocuparon los Estados bálticos, incluida Lituania. El gobierno revocó el Concordato de 1925 que había establecido relaciones oficiales entre la Santa Sede y Lituania. En cambio, la nueva constitución soviética lituana intentó limitar la continua difusión de la religión, particularmente el catolicismo. La constitución prohibió el proselitismo de los grupos religiosos, permitió a las personas practicar sus ritos religiosos existentes y promovió la propagación de la propaganda atea. Aunque aparentemente era permisiva de religión en comparación con otros estados soviéticos, en la práctica todas las religiones, incluido el catolicismo, fueron perseguidas y reprimidas. El estado institucionalizó esta supresión y propagación de principios ateos a través de la creación del Consejo para los Asuntos de las Sectas Religiosas. Se institucionalizaron algunos esfuerzos en toda la Unión Soviética. Por ejemplo, una compañía editorial comenzó una revista atea, Nauka i Religiya, "Ciencia y Religión". El primer número, que incluía artículos sobre los orígenes del universo y un informe sobre la ortodoxia rusa contemporánea, publicó un artículo que atacaba al Papa Juan XXIII.
Después de la Segunda Guerra Mundial, los soviéticos se hicieron cargo de las fuentes de noticias católicas, revistas académicas y otros medios de comunicación para difundir su mensaje. Por ejemplo, un autor escribe que las revistas teológicas una vez católicas solo venderían copias dentro de la Unión Soviética, y se enfocaron en convertir a los católicos griegos ucranianos a ortodoxia. En Rumania, la estrategia del liderazgo comunista era adoptar un enfoque doble para suprimir el catolicismo. Primero, el liderazgo trataría con la jerarquía oficial de la iglesia por separado y sin muchos medios cubiertos.
En segundo lugar, se envió propaganda directamente a los fieles católicos, evitando la jerarquía de la Iglesia para evitar agitar cualquier sentimiento nacionalista. Esto era indicativo de la visión de la Iglesia como una entidad extranjera separada que debía tratarse por separado de las congregaciones. Por ejemplo, la integración forzosa de la iglesia católica griega con la Iglesia Ortodoxa Rumana fue retratada como un tipo de liberación religiosa. El clero ortodoxo ingresó a las iglesias católicas y pronunció sermones alabando a los líderes comunistas por "unir" a la cristiandad en Rumania y que esto proporcionaría mayor libertad y libertad. En un intento por controlar los seminarios en Rumania, la jerarquía ortodoxa condujo conferencias donde se presentarían y debatirían revistas teológicas anti-Vaticanas.
En 1967, en respuesta a los crecientes disturbios católicos, el Comité Central del Partido Comunista de la Unión Soviética aprobó medidas que exigían una propaganda atea mayor e intensificada, incluida la mejora de la capacitación materialismo científico en las escuelas. En 1979, antes de la creación del sindicato Solidaridad, el liderazgo comunista en Polonia se preocupó por la inestabilidad interna. El resultado fue una campaña "multifacética", que incluyó propaganda, supresión de actividades religiosas no aprobadas y movilización internacional. Internacionalmente, bajo la apariencia de un movimiento por la paz, los soviéticos intentaron etiquetar a la Santa Sede y al recién elegido Papa Juan Pablo II como beligerantes contra la paz.

## Intensificación de desprestigio contra la Santa Sede
Los intentos de sofocar la Iglesia Católica en Polonia resultaron inútiles. Aunque el liderazgo comunista intentó usar las palabras del Primado de Polonia Stefan Wyszyński para fabricar una visión de la jerarquía de la Iglesia como apoyo al cese de las luchas contra el comunismo, los esfuerzos les jugaron en contra. Los medios de comunicación polacos emitieron un titular al día siguiente que decía: "¡Primado de Polonia censurado!" Como en Lituania y Rumania, los soviéticos intentaron promover la división entre la jerarquía católica, los conservadores por un lado y los católicos de izquierda por el otro. Por ejemplo, la publicación de "Znak" en Polonia mezcló intelectuales y conversaciones religiosas, promoviendo el catolicismo y atacando el comunismo. Por otro lado, la publicación "Neo-Znak" se creó como un grupo fragmentado para publicar materiales católicos anti-vaticanos o prosoviéticos.
En 1979, la KGB recibió la tarea de publicar artículos internacionales capaces de disminuir la opinión internacional de la Santa Sede. Similar a la censura del cardenal Wyszyński, donde solo algunas partes de sus ideas se expresaron en fuentes de noticias oficiales, los medios de comunicación polacos transmitieron ampliamente cualquier mensaje de los funcionarios de la jerarquía de la Iglesia que pudiera interpretarse como una instrucción a la gente para que se someta a los soviéticos. Por ejemplo, después de la declaración de la Ley Marshall en Polonia en 1981, el entonces arzobispo, ahora cardenal Józef Glemp, pidió la no violencia en Polonia. Los medios de comunicación retrataron el mensaje como un llamado a someterse a las autoridades.
Václav Havel escribió en 1987 una instancia en la que los medios de comunicación polacos controlados por el estado publicaron artículos que etiquetaban a los sacerdotes como "practicantes de magia negra que, con la ayuda del Diablo, sirven a la masa negra de anticomunismo en la iglesia de San Stanislaw Kostka " y asesinando a los particularmente antisoviéticos. De hecho, en 1984 el sacerdote Popiełuszko (luego beatificado) fue asesinado dentro de una operación de Seguridad Interna no autorizada.

## Papa Pio XII
Artículo Principal: Pío XII
En 1949, el Papa Pio XII emitió un decreto prohibiendo la colaboración con comunistas. El Consejo para los Asuntos de las Sectas Religiosas emitió una respuesta en la forma de una carta publicada en la cual etiquetaba al papa como un "belicista".

### Operación Seat 12
Después del colapso de la Unión Soviética, la apertura de ciertos archivos y las confesiones de antiguos operarios soviéticos, salió a la luz una operación de propaganda soviética anticatólica. "Operation Seat 12" (Operación Asiento 12), nombrado así por el hecho de que Pío XII era el duodécimo papa llamado Pío, fue un complot soviético luego de la muerte del pontífice para enmarcar al papa en tiempos de guerra como un simpatizante nazi y un títere débil. Entre otras cosas, la "Operación Seat 12" resultó en la producción de una obra de teatro de 1963, El vicario, la cual es una dramatización representando al Papa en una luz negativa.